# 峰岸隆
峰岸 隆（みねぎし たかし、1945年2月3日 - ）は、群馬県出身の日本の建築デザイン学者。元大阪工業大学工学部建築学科教授・建築会会長、工学博士。芸術学修士（東京藝術大学）。元NPO法人社叢学会会員。 
専門は、建築設計・建築意匠・建築デザイン（特に神社、修道院、モスク）、空間デザイン（特に回廊）。

## 経歴
1968年大阪工業大学工学部建築学科卒業。1971年東京藝術大学大学院美術研究科建築設計理論専攻修士課程修了、芸術学修士（東京藝術大学）。内井昭蔵建築設計事務所にて建築設計活動と設計教育に従事。1989年大阪工業大学工学部建築学科嘱託講師などを経て、1992年より2008年まで同学科教授（工学博士）として教鞭を執り、大阪工業大学建築会会長・顧問を歴任。
主な所属学会は、日本建築学会、NPO法人社叢学会など。主な受賞は、日本建築業協会賞1977、第24回AIAレイノルズ賞など。
主な作品は、身延山久遠寺宝蔵（実施設計担当）、東京YMCA野辺山高原センター（基本設計担当）など。
主な著書は、「建築設計演習3、展開編」（寺地洋之との共著、鹿島出版会2008、学術書）、「建築設計演習2、標準編」（共著、鹿島出版会2008、学術書）、「建築設計製図演習1 設計基礎編」（共著、鹿島出版会1998、学術書）、「日本の回廊、西洋の回廊 - 美と祈りの空間」（単著、鹿島出版会2015、学術書）など。

## 主な研究
- 複合建築における回廊の作用と類型
- 神社建築における回廊に関する研究
- 社寺の空間構造に関する研究
- 西ヨーロッパの修道院建築における回廊の研究 - 南フランス地方のシトー会とカルトゥジア会の比較
- モスクの中庭を中心とした都市構造 - 都市カイロとそのモスクについて
- モスクにおける回廊の型分類と空間特性について